# Kikuyu (Kenia)
Kikuyu es una localidad de Kenia, con estatus de villa, perteneciente al condado de Kiambu. Para el censo del 2019 se estimaba un total de aproximadamente 323,881 habitantes. Forma parte del área metropolitana de Nairobi.

## Historia
La villa es famosa entre los seguidores de la Iglesia Anglicana por una controversia religiosa conocida como la controversia de Kikuyu, que se produjo en 1913 entre clérigos anglicanos tras una conferencia en la parroquia de la Iglesia de Escocia de esta villa.

## Demografía
Los 323,881	habitantes de la villa se reparten así en el censo de 2019.

## Transporte
La principal carretera que atraviesa la villa es la A104, que lleva hacia el este a la capital Nairobi, de la cual Kikuyu dista unos 10 km. Hacia el norte, por la misma carretera se puede ir a Naivasha y Nakuru. Al sur de Kikuyu sale una ruta alternativa llamada Southern Bypass, que permite acceder a Nairobi a través de la C58.